# Stanisław Bibrzycki
Stanisław Bibrzycki (ur. 22 listopada 1954 w Rajsku) – polski mechanik i polityk, poseł na Sejm X kadencji.

## Życiorys
Uzyskał wykształcenie średnie w Technikum Chemicznym, które ukończył w 1974, po czym zatrudnił się w Zakładach Chemicznych w Oświęcimiu. Pracował na stanowisku zastępcy kierownika oddziału produkcji karbidu. Studiował na Politechnice Krakowskiej, lecz zakończył naukę w 1979 po zdaniu 7 semestrów. W 1989 uzyskał mandat posła na Sejm X kadencji w okręgu andrychowskim z puli Polskiej Zjednoczonej Partii Robotniczej, do której należał od 1978 do rozwiązania w 1990.
Na koniec kadencji był posłem niezrzeszonym. Zasiadał w trzech komisjach sejmowych: Młodzieży, Kultury Fizycznej i Sportu; Polityki Przestrzennej, Budowlanej i Mieszkaniowej oraz Samorządu Terytorialnego, Gospodarki Przestrzennej i Komunalnej.
Członek Plenum Zarządu Wojewódzkiego Związku Socjalistycznej Młodzieży Polskiej. Odznaczony Odznaką „Za Zasługi dla Związku Socjalistycznej Młodzieży Polskiej” (1984).